# Wilhelm Prusinovský von Víckov

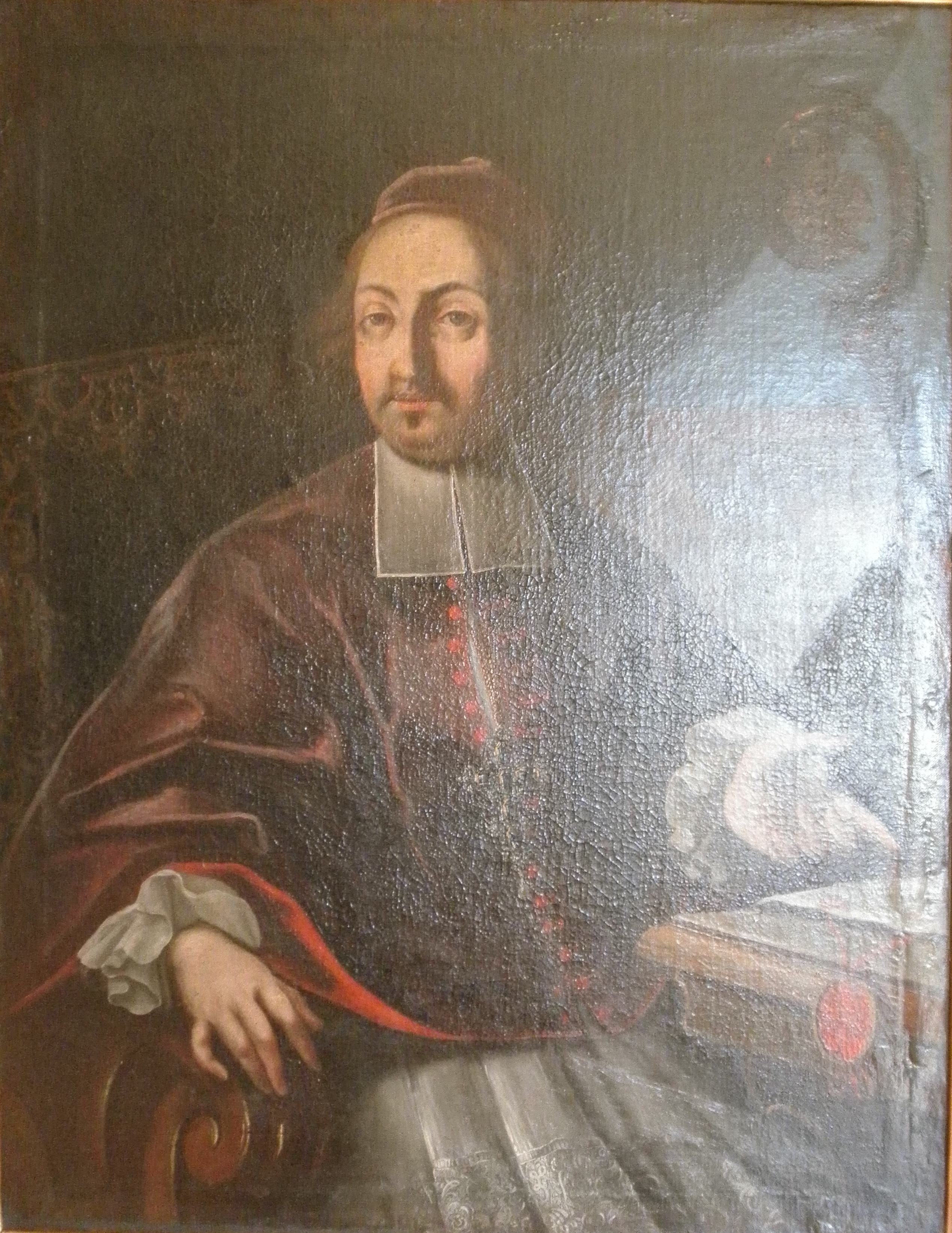
Wilhelm Prusinovský von Víckov

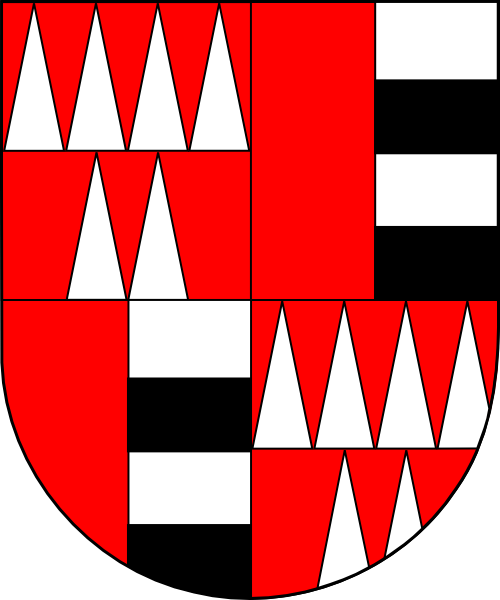
Wilhelm Prusinovský von Víckov, Bischof von Olmütz (1565–1572)

Wilhelm Prusinovský von Víckov (tschechisch: Vilém Prusinovský z Víckova; * 1534; † 16. Juni 1572 in Kremsier, heute Kroměříž) war Bischof von Olmütz.

## Herkunft und Werdegang

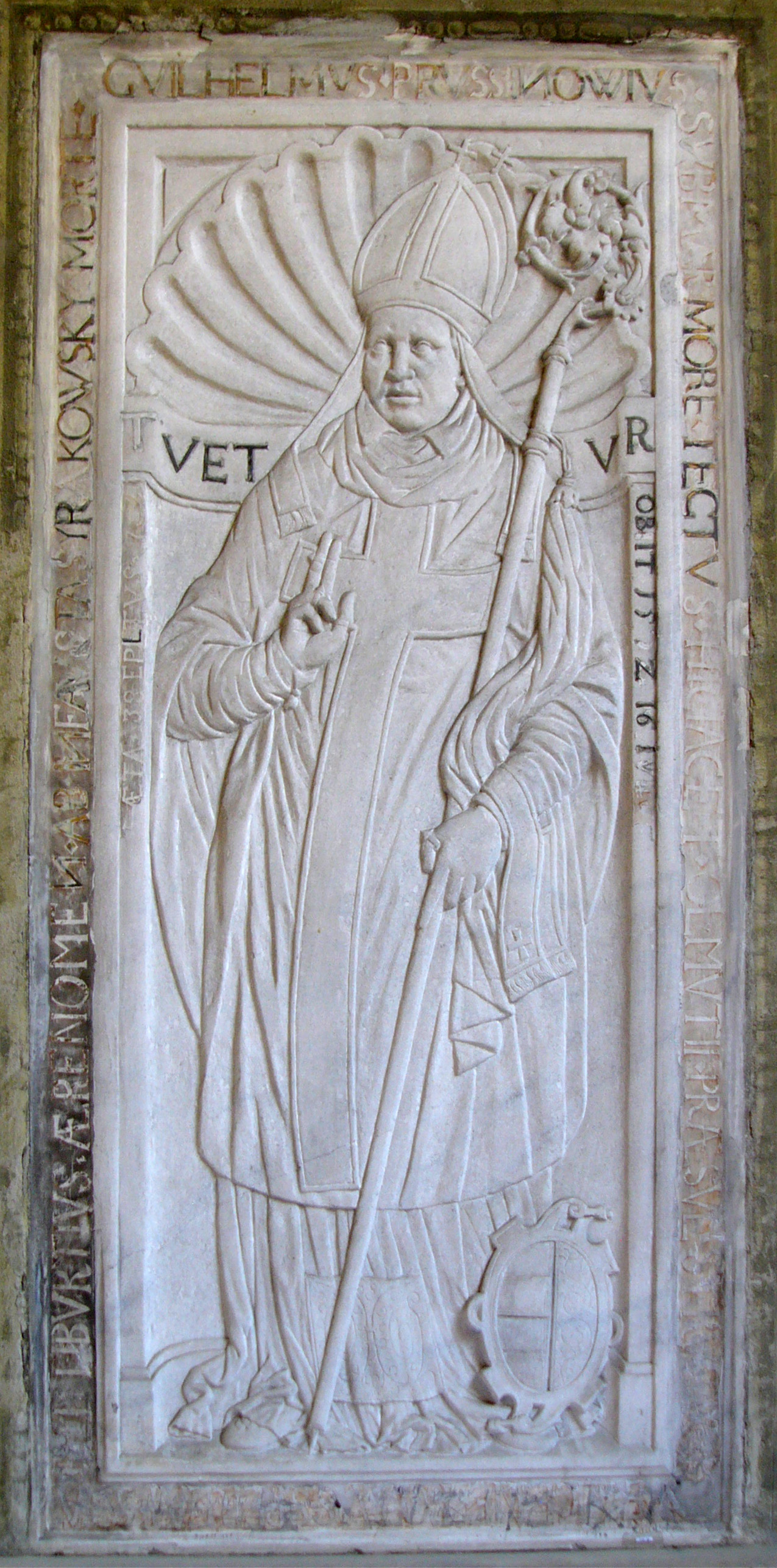
Wilhelm Prusinovský von Víckov

Wilhelm entstammte dem mährischen Rittergeschlecht Prusinowitz. Seine Eltern waren Nikolaus Prusinovský von Víckov und Anna, geb. von Mostienitz. Nach der Schulbildung am Wiener Jesuitenkolleg studierte er 1554–1558 Rechtswissenschaften in Padua. Anschließend wurde er Propst von Kremsier und Kanoniker in Olmütz und studierte mit diesen Pfründen Theologie in Rom. Nach seiner Rückkehr wurde er 1560 Koadjutor des Propstes von Brünn. Kaiser Ferdinand I., der Wilhelms kirchliche Laufbahn von Anfang an förderte, verlieh ihm 1562 die  Propstei Leitmeritz. Da Wilhelm die Amtsgeschäfte des kranken Bischofs Markus Kuen wahrnahm, residierte er weiterhin in Olmütz.

### Bischof von Olmütz
Nach dem Tod des Olmützer Bischofs Markus Kuen wählte das Domkapitel am 9. März 1565 Wilhelm Prusinovský von Víckov zu dessen Nachfolger. Der Papst bestätigte die Wahl am 13. April des Jahres, die Bischofsweihe erfolgte in Wien.
Als Bischof verfolgte Wilhelm Prusynovský die gegenreformatorischen Vorgaben des Trienter Konzils. Mit der Erneuerung der katholischen Kirche wollte er die Reformation zurückdrängen. 1565 bemühte er sich um die Gründung eines Jesuitenkollegs, das ein Jahr später im ehemaligen Franziskanerkloster seine Arbeit aufnahm und 1569 ein neues Gebäude beziehen konnte. Auch die Leitung des Priesterseminars und das Seminar zur Erziehung junger Adliger hatte er den Jesuiten übertragen wie auch die Predigerstellen an St. Moritz und St. Blasius in Olmütz. 1566 erlangte er von Kaiser Maximilian die Erlaubnis zur Visitation auch der utraquistischen Pfarreien und Geistlichen. 1568 berief er eine Diözesansynode ein, an der 250 Geistliche teilnahmen. Die Synodalstatuten wurden vom Brünner Propst und späteren Bischof Jan Grodecký von Brod verfasst und von einer Kommission überarbeitet. 1569 unternahm er im Auftrag des Kaisers eine Gesandtschaftsreise nach Polen. Den Bistumsbesitz erweiterte er durch Rückkauf von verpfändeten Gütern sowie den Bau von Mühlen und Brauereien. 1571 ließ er ein Lehrbuch und eine deutsche Übersetzung des Neuen Testamentes drucken.
Nach seinem Tod wurde er in der Olmützer Jesuitenkirche bestattet.